# 東京ファントム
『東京ファントム』は、株式会社D2Cが、かつて配信していたAndroid・iOS用ゲームアプリ。
略称は『キョントム』基本プレイ無料で、アイテム課金が存在する。2015年3月19日にAndroid版、2015年5月1日にiOS版が配信開始された。その後、運営を続けていくことが難しいという理由で2015年6月30日(火)16時にサービスが終了した。

## あらすじ
近年、東京で起こり続ける様々な怪異。それは「ファントム」と呼ばれる不思議な能力に目覚めた人間たちによるものだった――
練馬区の商店街、世田谷区の高級住宅街、港区のビジネス街。一見平和な東京で突然消えた人々。怪事件を引き起こす彼らの目的は。そして、神隠しに逢った人々の行く先は。
東京の日常に潜む非日常、そこに身を投じた能力者たちの戦いが、いま幕をあける。

## ゲーム内容
「東京ファントム」は、近未来のパラレル東京を舞台にした、異能者バトルアクションゲーム。さまざまなタイプの「ファントム」と呼ばれる異能者キャラが好きな組み合わせでパーティを組むことができる。正統派な打撃系、パーティを守護する回復系、遠距離から狙うトリックスターなど、魅力的なファントムたちがつぎつぎと登場する。

## 主な登場人物
御厨美咲（みくりや みさき）
芯が強く、前向きな性格。幼少期の記憶は抜け落ちているものの、特に支障はなく、平和な日常をすごしていた。ある時、能力を持つ者に襲われ、ファントムの力が発動する。それ以降、美咲は非日常へと身を置くことになる。以降、東京の闘いに巻き込まれていき、平穏な日常を取り戻すために戦い続けることになる。
鳳翼（おおとり つばさ）
翼を持っていると称している少女。全体的にフワフワしており、常に地面から数㎝浮いている。ファントムになる人体実験を受けた過去を持つ。あまりのショックで、その時の記憶は失った。東京も自分の居場所ではないという気持ちが強く、いつか空の上から東京を見下ろして、その小ささを眺めたいと考えている。
右京結糸（うきょう ゆい）
生まれながらのファントム。常に微笑んでいて優しげに見えるが、実は戦闘のエキスパート。愛に飢えており、愛を求めている。懐いた相手には徹底的に尽くし、邪魔だと思った存在には容赦しない。ウンメイの相手が自分を東京から連れ出してくれる日まで闘い続けることを、己に誓っている。
五十嵐隼人（いがらし はやと）
幼い頃から一人でものを作ることが好きだった。作品を作っている最中に精神世界に入り込み、そこで力に目覚める。ファントムになり戸惑っていた時とある人物に救われ、盲目的に慕うようになった。今後も、その人の想いを遂げるために、命を捧げようと思っている。
山田一郎（やまだ いちろう）
飄々としていて、神出鬼没な兎（？）。東京を愛している。「生まれつきのファントムだった」と口にしているが、真相は定かではない。自分が全てを把握しつつ関わらない立ち位置を好んでおり、問題が近くに転がっているのを知りながらも干渉しない。我関せずという立場で、東京のこれからを見守るつもりらしい。
綾部洋介（あやべ ようすけ）
通称「ライオン」圧倒的強さとその風貌からキョントマーから最も愛されているファントムである。その姿は心優しき着ぐるみアクター。ほのぼのとした憩いの場に通り魔が出没した時に皆を守らねばとファントム化。それ以降、ライオンのような強さと逞しさをさらに意識し始め、いずれ本当に百獣の王になりたいと思っている。
木耳実千瑠　(きくらげ みちる)
肌身離さずノートPCを持ち歩いている少女。ネット世界の様々な事に興味を持ち、ハッキングまがいのことも行う。没頭してのめり込んでいる内に気づけばファントムとなっていた。自分の能力を悪事に使うつもりはないが、彼女の妄想は止まらない。

## 出演声優
大久保瑠美
小野友樹
小林ゆう
立花理香
代永翼
他多数（五十音順）

## 主題歌
「花雷」
演奏 - style-3!
作曲 - 高嶋英輔
編曲/主題歌プロデュース -  島崎貴光
渋谷公会堂など大規模ホールにおけるワンマンライブを数多く成功させている、大人気インストユニットstyle-3!が担当。